# Chytobrya fraudatrix
Chytobrya fraudatrix är en fjärilsart som beskrevs av Max Wilhelm Karl Draudt 1950. Chytobrya fraudatrix ingår i släktet Chytobrya och familjen nattflyn. Inga underarter finns listade i Catalogue of Life.